# Encontro em Hendaie
O Encontro de Hendaie ocorreu entre Francisco Franco e Adolf Hitler (então respectivamente Caudillo da Espanha e Führer da Alemanha) em 23 de outubro de 1940 na estação ferroviária de Hendaie, França, perto da estação hispano-francesa fronteira. A reunião também contou com a presença dos respectivos ministros das Relações Exteriores, Ramón Serrano Suñer da Espanha franquista e Joachim von Ribbentrop da Alemanha nazista.
O objetivo da reunião era tentar resolver desacordos sobre as condições para a Espanha se juntar às Potências do Eixo em sua guerra contra o Império Britânico. No entanto, após sete horas de conversas, as exigências espanholas ainda pareciam extorsivas para Hitler: a entrega de Gibraltar uma vez que os britânicos fossem derrotados; a cessão do Marrocos francês e parte da Argélia francesa; a anexação dos Camarões franceses à colônia espanhola da Guiné; e suprimentos alemães de alimentos, gasolina e armas para aliviar a situação econômica e militar crítica enfrentada pela Espanha após a Guerra Civil Espanhola. Hitler não queria perturbar suas relações com o regime francês de Vichy.
O único resultado concreto foi a assinatura de um acordo secreto sob o qual Franco se comprometeu a entrar na guerra na data de sua escolha, e Hitler deu apenas vagas garantias de que a Espanha receberia "territórios na África". Alguns dias depois, na Alemanha, Hitler disse a Mussolini: "Prefiro arrancar três ou quatro dos meus próprios dentes do que falar com aquele homem novamente!" Está sujeito ao debate histórico se Franco exagerou ao exigir demais de Hitler para a entrada da Espanha na guerra, ou se ele deliberadamente exigiu demais para evitar entrar na guerra.